# 最後の将軍 徳川慶喜
『最後の将軍－徳川慶喜』（さいごのしょうぐん とくがわよしのぶ）は、司馬遼太郎の長編時代小説。『別冊文藝春秋』96号から98号（1966年6月、9月、12月）に連載された。翌1967年に文藝春秋で初版単行本が刊行された。現在は文春文庫版（改版1997年）で重版している。
江戸幕府最後の将軍である徳川慶喜を、その生い立ちから没するまで描いている。1998年放送のNHK大河ドラマ『徳川慶喜』の原作となった。

## 内容
作者は徳川慶喜を、才知に富んだ人物ではあるが、感情的に不可解な人物として描いている。慶喜自身、生母が有栖川宮家から嫁いだ上に、幼い頃から水戸史観に大きな影響を受けたため、後世の逆賊の汚名を避けるために薩長に対し絶対恭順をしたと説明されている。